# Episodi di Star-Crossed
La prima e unica stagione della serie televisiva Star-Crossed, è stata trasmessa in prima visione negli Stati Uniti d'America sul canale The CW dal 17 febbraio al 12 maggio 2014.
In Italia la stagione è andata in onda in prima visione sul canale in chiaro Rai 4 dal 5 luglio al 16 agosto 2015, mentre a pagamento sul canale satellitare Fox dal 30 luglio al 10 settembre 2015.
| nº | Titolo originale                           | Titolo italiano             | Prima TV USA     | Prima TV Italia |
| -- | ------------------------------------------ | --------------------------- | ---------------- | --------------- |
| 1  | Pilot                                      | Il giorno dell'arrivo       | 17 febbraio 2014 | 5 luglio 2015   |
| 2  | These Violent Delights Have Violent Ends   | La fiera                    | 24 febbraio 2014 | 5 luglio 2015   |
| 3  | Our Toil Shall Strive To Mend              | Integrazione                | 3 marzo 2014     | 12 luglio 2015  |
| 4  | And Left No Friendly Drop                  | La gara di nuoto            | 10 marzo 2014    | 12 luglio 2015  |
| 5  | Dreamers Often Lie                         | Eljida                      | 17 marzo 2014    | 19 luglio 2015  |
| 6  | Stabbed with a White Wench's Black         | Attentato nel Settore       | 24 marzo 2014    | 19 luglio 2015  |
| 7  | To Seek a Foe                              | Andare incontro a un nemico | 31 marzo 2014    | 26 luglio 2015  |
| 8  | An Old Accustom'd Feast                    | Riunioni inaspettate        | 7 aprile 2014    | 26 luglio 2015  |
| 9  | Some Consequences Yet Hanging in the Stars | La scatola nera             | 14 aprile 2014   | 2 agosto 2015   |
| 10 | What Storm Is This That Blows So?          | Un uragano nel cuore        | 21 aprile 2014   | 2 agosto 2015   |
| 11 | Give Me a Torch                            | Lacrime fosforescenti       | 28 aprile 2014   | 9 agosto 2015   |
| 12 | This Trick May Chance to Scathe You        | Il furto del Suvek          | 5 maggio 2014    | 9 agosto 2015   |
| 13 | Passion Lends Them Power                   | Operazione Suvek            | 12 maggio 2014   | 16 agosto 2015  |

## Il giorno dell'arrivo
- Titolo originale: Pilot
- Diretto da: Gary Fleder
- Scritto da: Meredith Averill

## La fiera
- Titolo originale: These Violent Delights Have Violent Ends
- Diretto da: Gary Fleder
- Scritto da: Meredith Averill

## Integrazione
- Titolo originale: Our Toil Shall Strive To Mend
- Diretto da: Deran Sarafian
- Scritto da: Adele Lim

### Trama
Il giorno del decimo anniversario dell'impatto della nave aliena sulla terra(che viene ricordato come "il Giorno dell'Arrivo") vengono promosse iniziative e celebrazioni per rafforzare il progetto dell'Integrazione. I ragazzi della classe mista umani- atriani saranno i primi civili a poter accedere al Settore, dove vivono gli atriani. Roman cerca di dissuadere Emery dal partecipare, dato che la ragazza potrebbe essere in pericolo. Emery invece è decisa ad andare e riesce anche ad avere il permesso dalla preside di realizzare un documentario sulla vita nel Settore e intervistare gli Atriani: la ragazza vuole sapere la loro versione del Giorno dell'Arrivo e i loro sentimenti circa gli umani. Sophia invita gli umani a casa propria, ma Roman rimane seccato quando capisce che Emery potrebbe aver visto un oggetto che lei gli aveva dato dieci anni prima, quando lo aveva soccorso, e che lui ha conservato in camera propria. Roman deve anche occuparsi di Julia, perché averla guarita dalla malattia le ha procurato degli effetti collaterali: la ragazza inizia a mostrare sul corpo dei segni blu fosforescente simili ai "segni di nascita" degli atriani, e si stanno diffondendo su tutto il corpo, Roman deve suo malgrado rivolgersi alla scontrosa Teri per avere una pianta che possa aiutarli, la ragazza accetta solo per favore personale a Roman. Drake, con suo grande gioia, viene finalmente cooptato dal gruppo estremista dei "Trags", formato da atriani che odiano gli umani, il cui capo è Vega la madre di Teri. Vega mostra l'arma che useranno contro gli umani: il Cypher nero. Durante la cerimonia di commemorazione il video di Emery e Grayson viene sostituito da un messaggio dei "Red Hawks" gruppo d'odio terrestre anti-atriano.  Emery sospetta di Greyson, dato che nel nuovo video sono stati usati spezzoni delle loro interviste. Scopre che il ragazzo non è uno di loro, ma sono i suoi genitori a farne parte, Grayson rassicura Emery che i suoi genitori hanno solo idee sbagliate, ma non sono coinvolti in atti violenti. In questa puntata scopriamo che Gloria ha un figlio piccolo, e che il bambino è evidentemente un atriano.

## La gara di nuoto
- Titolo originale: And Left No Friendly Drop
- Diretto da: Harry Sinclair
- Scritto da: Robert Hewitt Wolfe

### Trama
La gara di nuoto. La casa di Roman e Sophia viene perquisita a fondo dai militari, in cerca di tecnologia illegale, dopo una denuncia anonima. Quando se ne vanno, senza aver trovato nulla di compromettente, la madre dei ragazzi consegna a Roman quello che i militari cercavano: un cellulare che apparteneva al marito. La donna chiede a Roman di portarlo fuori dal settore e di distruggerlo, il ragazzo invece chiede aiuto a Lukas perché lo aiuti a decriptarlo e a scoprire perché il padre lo usasse. Il ragazzo dopo molti tentativi riesce a scaricare messaggi e anche un video, anche se non riesce a decriptarli, inoltre scopre che il cellulare era in connessione con un altro apparecchio; nel tentativo di localizzarlo, scoprono che l'altro cellulare si trova nella scuola.  Purtroppo i due ragazzi non passano inosservati e il cellulare viene sequestrato, ma la preside decide di non procedere contro di loro. Intanto Sophia, aiutata da Emery, decide di entrare a far parte della squadra di nuoto, sport per cui gli atriani sono particolarmente dotati, dato che possono respirare sott'acqua. La ragazza è felice di tornare a nuotare dopo tanti anni, ma alcuni compagni di squadra e la scuola con cui i ragazzi dovranno competere per le regionali di nuoto non sono d'accordo. Grayson difende Sophia e questo indirettamente lo mette in buona luce con Emery. I due ragazzi si baciano e purtroppo Roman assiste, il ragazzo è sconfortato ma sa che è meglio per la sicurezza della ragazza stare con umano e non con lui. Il video e i messaggi del cellulare del padre di Roman, dato che sono stati scaricati sul pc della scuola, vengono cancellati, ma possiamo vedere lo stesso il video dal cellulare di Gloria:  vediamo la donna che fa il bagnetto al figlio e si scopre che il piccolo è figlio di Nox, il padre di Roman e Sophia.

## Eljida
- Titolo originale: Dreamers Often Lie
- Diretto da: Michael Pressman
- Scritto da: Marc Halsey

### Trama
Roman e Lukas giocano un'ultima carta per trovare il cellulare della persona che parlava con Nox e ci riescono. In un ripostiglio trovano il cellulare e un biglietto scritto con la calligrafia di Nox. Nel biglietto ci sono indicazioni cifrate su come raggiungere Eljida, un luogo leggendario dove gli atriani sfuggiti al Settore vivrebbero in pace da anni. Roman dovrebbe trovare la strada per il molo di Jasytur, accendere il segnale per chiamarlo e farsi traghettare da lui nelle paludi fino alla città di Eljida. Roman riesce a trovare la strada per il molo (come atriano può vedere colori che gli umani non vedono) e accende i tre fuochi, si accorge che è stato seguito da Gloria. La donna l'ha usato fin dall'inizio della faccenda dei cellulari, dato che come essere umana non avrebbe mai potuto vedere la strada giusta per il molo. I due hanno un duro confronto e Gloria rivela la relazione tra lei e Nox, ma non di avere avuto un figlio da lui, inoltre la donna dichiara che è anche per amore di Nox che crede così fermamente nell'Integrazione. Passano le ore ma non arriva nessuno e Roman deve andarsene a causa del coprifuoco, poco dopo però arriva davvero Jasytur e Gloria gli affida a malincuore suo figlio, in modo che possa essere al sicuro.
Drake e Teri devono svolgere una missione per i Trags: trovare un'operativa che si è mimetizzata tra gli umani e consegnarle un cubo in grado di far crescere il Cypher nero. Sophia ha passato il pomeriggio con Taylor a fare shopping, la ragazza cerca di carpirle informazioni su Drake, di cui è infatuata. Le due ragazze si recano nel pub frequentato dagli studenti dove è in corso la festa per l'integrazione. Lukas rivela a Sophie i suoi sentimenti per lei, ma la ragazza è innamorata di Taylor e rivela inoltre che tutti gli atriani sono bisessuali.  Drake scambia Taylor per l'operativa a causa dei discorsi ambigui della ragazza, invece lei vuole solo sedurlo. Dopo aver fatto sesso nel bagno del locale Drake vorrebbe parlare della missione ma quando capisce di aver sbagliato si arrabbia molto, ed è costernato nello scoprire che la vera operativa è Zoe, la migliore amica di Taylor. Zoe porta Drake dove è seppellito un altro operativo in incognito che purtroppo è morto. Dato che il Cypher (normale o nero che sia) cresce solo dal corpo di un atriano defunto, i due impiantano nel cadavere il cubo che Drake ha contrabbandato dal Settore, in modo che il Cypher invece che normale, diventi nero e una volta sviluppato avveleni tutta la città e successivamente la terra.
- Nota: La leggenda di Eljida. Un'antica leggenda (che ricorda la concezione greco-latina del beato aldilà) narra che per raggiungere Eljida, luogo di pace e prosperità, bisogna trovare il molo di "Jasytur il nocchiero" ed accendere tre fuochi rituali per chiamarlo. Jasytur è l'unico a poter attraversare con la sua barca il fiume che separa il mondo da Eljida. Sulla Terra, Eljida è un luogo segreto e ignoto agli esseri umani, ubicato nelle paludi più profonde, dove gli atriani scampati alla guerra e al confine nel Settore vivono in pace da anni. Per trovarlo bisogna ripercorrere la leggenda originale. Molti atriani però sono convinti che non esista nessuna colonia di atriani fuggiti, ma è solo un modo per non perdere la speranza di poter reincontrare i dispersi.

## Attentato nel Settore
- Titolo originale: Stabbed with a White Wench's Black Eye
- Diretto da: Oz Scott
- Scritto da: Yolanda E. Lawrence

### Trama
Zoe fa esplodere una bomba nel settore. Emery viene avvicinata da un reporter che ha un video in cui lei e Julia parlano del Cypher. Se diventerà di dominio pubblico che il Cypher può guarire ogni malattia Julia e gli atriani diventeranno cavie da laboratorio, così Emery cerca di glissare ma il reporter è irremovibile, Emery allora gli promette uno scoop più succulento ma non sa da dove cominciare.Eric ha intenzione di lasciare i Red Hawks e Drake rivela a Roman dello scopo dei genitori di Grayson. Proprio da loro viene indetto un ballo di beneficenza, dove anche gli atriani sono inviati, ma è solo una mossa politica per accattivarsi consensi. Roman rivela a Emery che i genitori di Grayson sono i capi dei Red Hawks, credendo che lei sia all'oscuro, ma rimane amaramente deluso. Emery e Julia riescono a scoprire dove e quando si terrà la prossima riunione dei Red Hawks più estremisti e, sicura che i genitori di Grayson non ci saranno, lo rivela al reporter. Inoltre si avvicina abbastanza da riuscire a cancellare il video incriminato di lei e Julia. L'uomo anche se non è più in possesso del video, ne racconta il contenuto ad un'agente governativo: Eva, la professoressa di biologia della scuola. Drake e Zoe devono svolgere una missione delicata al party cioè rapire Greyson e lasciare una richiesta di riscatto: cinque atriani incarcerati (tra cui la madre di Drake e il padre di Zoe) in cambio del ragazzo. Roman trova il video del ricatto e lo prende, segue Drake e Zoe e convince Drake a liberare Grayson. Dopo molti tentennamenti, Drake si lascia convincere e lui e Roman combattono contro Zoe che si dà alla fuga. I due riportano Grayson a casa e siccome il ragazzo è stato drogato non ricorderà nulla. La madre di Grayson viene arrestata per terrorismo. Emery confida a Julia che vuole rompere con Grayson per avere un futuro con Roman, poi arriva Grayson deluso dalla famiglia si confida con Emery che lo conforta. In quel momento Roman li vede abbracciati dalla finestra e se ne va.

## Andare incontro a un nemico
- Titolo originale: To Seek a Foe
- Diretto da: Ed Ornelas
- Scritto da: Jay Faerber

### Trama
Greyson va via di casa, deluso dai genitori, ma poi scopre che è stata Emery a tradirli. Preso tra due fuochi, il ragazzo non sa più che fare. Zoe, malconcia ma viva, torna in città. Decide di testare il cypher nero ormai quasi pronto su Taylor, mettendolo sullo sportello della sua auto. Però Taylor, piena di buste per lo shopping, chiede aiuto a Lukas ed è il ragazzo a rimanere infettato. Roman si fa dare dallo zio Castor una bomba in grado di distruggere la pianta del Cypher nero prima che questa raggiunga la maturazione e inneschi il suo ciclo riproduttivo. Drake si è messo sulle tracce di Zoe e va al suo appartamento. Scopre che Zoe ha spostato la pianta del cypher nero in un parco naturale fuori città, Roman e Emery (che conosce bene il parco) si recano lì, nonostante sia pericoloso per la ragazza avvicinarsi alla pianta. I due trovano la pianta e riescono a staccare un germoglio. Vengono aggrediti da Zoe, arriva Drake ad aiutarli ma Zoe sembra in vantaggio. La bomba esplode: Drake viene catapultato lontano, Roman ed Emery cercano la salvezza gettandosi nel lago, mentre Zoe rimane uccisa dall'esplosione. Più tardi i ragazzi tornano all'ospedale e Emery distrae la madre di Lukas mentre Roman cerca di guarirlo. Sophia però chiede a Roman di lasciarle salvare l'amico, così è Sophia a maneggiare il germoglio di cypher nero, mischiarlo con il proprio sangue e iniettarlo al ragazzo. Lukas finalmente si risveglia, guarito. Emery e Roman capiscono di non poter più stare lontani, così si baciano, ma vengono visti da Grayson, che sconsolato va via.

## Riunioni inaspettate
- Titolo originale: An Old Accustom'd Feast
- Diretto da: Michael Zinberg
- Scritto da: Brian Studler

### Trama
È il giorno della festa del Dinaskyu (simile al Natale e al Ringraziamento) e quest'anno alla festa sono ammessi anche gli umani del programma Integrazione e alcune personalità di spicco. Roman e Sophia invitano Emery e Julia, ma la madre dei ragazzi è ostile, mentre Castor la invita ad essere più morbida e tollerante, ma senza successo. Drake vorrebbe festeggiare con loro, ma viene richiamato dai Trags per una cerimonia. A causa del fallimento della missione del Cypher nero e alla scomparsa di Zoe, Vega ha deciso che Drake sarà il prossimo operativo fuori dal settore: dopo la festa verrà sottoposto ad intervento chirurgico per eliminare i segni di nascita e verrà spedito in un'altra città. Roman ne viene informato così supplica Vega di ripensarci. La donna propone un accordo: se riuscirà a far liberare un'atriana dal carcere, Drake sarà libero di restare. Vega dà a Roman il numero identificativo dell'atriana che vuole, senza dirgli chi sia. Roman cerca con la sua influenza e quella di Gloria di far rilasciare la prigioniera dal carcere che gli umani chiamano "il Cratere" e Gloria ci riesce.  La donna torna a casa, accompagnata da Gloria, ma appena Gloria va via prende una borsa nascosta nell'appartamento e la porta a casa di Roman, lasciandola fuori dalla porta. Emery dopo aver inutilmente cercato di fare amicizia con la madre di Roman esce dall'appartamento, vede la borsa e tocca l'oggetto contenuto. Nel toccarlo l'oggetto si anima ed entra in connessione con lei: Emery si ritrova a vivere un ricordo di un'altra persona, così corre alla festa per parlarne con Roman. Sophia intanto per convincere sua madre della bontà degli umani rivela alla madre quello che ha scoperto: il giorno dell'Arrivo è stata Emery a salvare Roman e la prova è la stella che Roman conserva in camera sua. La donna si lascia così convincere ad andare alla cena con gli umani ed atriani. Roman spiega ad Emery che l'oggetto trovato è la scatola nera di una astronave. Emery racconta che si trovava al posto di pilotaggio di un'enorme astronave e che Castor le ha sparato, sotto lo sguardo spaventato della copilota, un'atriana bionda.
Intanto la cena e i festeggiamenti proseguono ed è un gran successo. Arriva anche l'atriana vista da Emery nel ricordo: la donna  è la stessa scarcerata "Cratere" e si rivela anche essere la madre di Drake, Saroya. Castor che è l'attuale Iksen degli Atriani(dopo la morte di Nox e in attesa che Roman diventi adulto), dopo il suo discorso ufficiale, fugge via, terrorizzato dalla comparsa inaspettata della donna che può smascherarlo. Eva, professoressa di biologia della scuola, per tutto il giorno ha cercato di far collaborare Jiulia al suo progetto segreto sul Cypher, arrivando a minacciarla. Approfittando della festa si intrufola nella serra per scoprire qualcosa in più sul cypher e purtroppo ci riesce.
- Nota: il Disnaskyu. Nei tempi antichi gli atriani erano un popolo di pescatori. Gli uomini si dedicavano alla pesca, trascorrendo molto tempo lontano da casa, mentre le donne rimanevano nei villaggi ad accudire i figli. Al termine della stagione della pesca gli uomini tornavano a casa e nei villaggi si preparava una grande festa in cui celebrare l'unità familiare. In questa occasione i figli fanno dei doni ai genitori: ai padri vengono regalate le nuove reti da pesca che hanno tessuto in loro assenza, mentre alle madri vengono regalate corone di fiori. Con il progredire delle epoche la festa è rimasta quasi invariata, le reti da pesca però sono state sostituite da delle piccole reti ornamentali.

## La scatola nera
- Titolo originale: Some Consequence Yet Hanging in the Stars
- Diretto da: Zetna Fuentes
- Scritto da: Samantha Stratton

### Trama
Drake è felicissimo di riavere sua madre con sé, ma lui e Saroya sono in pericolo: gli atriani le sono ostili perché è ritenuta responsabile della caduta dell'astronave, inoltre i seguaci di Castor la pedinano. Entrambi sono convocati da Vega e la donna offre loro protezione a patto che Saroya costruisca un congegno chiamato "Suvek" ma Saroya rifiuta categoricamente, inoltre scopre con disappunto che Drake è un Trag. Roman prima di rivelare le sue scoperte al consiglio degli anziani chiede a Castor e a Saroya la loro versione dei fatti, questo però lo porta ad una rottura con Drake.
Quando Roman si reca al consiglio, trova invece Castor ad attenderlo e i suoi uomini lo intrappolano. Castor spiega i motivi che l'hanno spinto a far precipitare l'astronave: Nox non aveva autorizzato l'atterraggio sulla Terra perché già abitata dagli umani, ma la Terra era l'unico pianeta abitabile che avevano incontrato e l'unica possibilità per il loro popolo. Così lui e i suoi seguaci provocarono l'incidente, le vittime erano un prezzo sopportabile per la salvezza della loro specie.
Intanto fuori dal settore Grayson ha dei flash sulla sera della festa di beneficenza, l'unica cosa che ricorda con chiarezza è Drake che cerca di uccidere Zoe, così inizia ad investigare sulla scomparsa della ragazza. Emery, preoccupata per Roman, si è introdotta nel Settore scambiando i suoi vestiti con Sophia e vede il ragazzo trascinato a forza da alcuni uomini. Avvisa Drake e Teri che insieme a Saroya cercano di salvarlo. Purtroppo alla fine Castor riesce ad impossessarsi della scatola nera e solo l'intervento dei Trags salva tutti gli ostaggi. Saroya, non potendo più contare sulla prova contenuta nella scatola nera, accetta l'offerta di Vega. Per minare la credibilità di Roman, Castor manda in onda un video messaggio per tutto il Settore in cui rivela la storia tra Emery e Roman. Drake raggiunge Taylor alla "festa sotto le stelle" che lei ha organizzato a casa sua ma ormai non c'è più nessuno, però finalmente si apre con Taylor: le parla di sua madre e che lui è sempre stato da solo e quindi ha bisogno di tempo per fidarsi di qualcuno.

## Un uragano nel cuore
- Titolo originale: What Storm Is This That Blows So?
- Diretto da: Norman Buckley
- Scritto da: Robert Hewitt Wolfe e Yolanda E. Lawrence

### Trama
Teri, in missione per i Trags, si introduce nell'astronave atriana e attiva dei comandi che provocano un cambiamento atmosferico, più tardi a scuola confabula con altri tre atriani del Programma, ma viene vista da Roman. Per non essere disturbata da Roman durante la sua missione, lo droga, così il ragazzo diventa aggressivo e senza controllo di sé. A scuola spopola il video su Emery e Roman, così i due ragazzi, anche se imbarazzati, non devono più nascondersi. La preside Gloria li convoca per dare il suo appoggio, ma Roman diventa sgarbato e intrattabile ma è solo l'inizio del comportamento anomalo del ragazzo. A scuola le lezioni vengono interrotte a causa dell'arrivo di un tremendo ed improvviso tornado e tutti sono costretti a restare nell'edificio; Lukas è preoccupato per la sua famiglia e lui e Sophia seguono l'andamento del tornado, facendo ipotesi e mettendo insieme tutti i dati Sophia capisce che il tornado è stato provocato usando la tecnologia dell'astronave, i due ragazzi decidono di mantenere il segreto, perché questa notizia metterebbe in pericolo sia gli atriani che il Programma. Taylor e Drake continuano la loro storia clandestina in più Taylor è entusiasta per Emery e Roman, sperando che di lì a breve anche lei e Drake potranno farsi vedere insieme senza problemi. Grayson però ha ricordato molti dettagli del suo rapimento, ma non abbastanza da ricordare che Drake lo ha salvato da Zoe, così dopo aver pedinato Drake e scoperto la tresca con Taylor, minaccia Drake chiedendogli informazioni sui Trags in cambio del suo silenzio, inoltre gli impone di rompere con Taylor (giacché ritiene Drake un pericolo). Drake può solo accettare, non potendo raccontare tutta la storia a Grayson. Grayson sempre più preoccupato che gli atriani diventino un pericolo per la scuola e la società decide di fondare i "Nuovi Red Hawks" il cui compito però sarà quello di combattere i Trags e non di perdere tempo in atti vandalici e dimostrativi. Cerca di cooptare Eric, un tempo un Red Howk, ma il ragazzo si spaventa per le farneticazioni di Grayson sul "pericolo atriano": lui non sopporta gli alieni ma non li odia davvero. Dopo questa presa di coscienza può finalmente far pace con Julia, che lo aveva allontanato non sopportando il suo razzismo. Julia viene di nuovo minacciata dalla professoressa Eva che le impone un prelievo di sangue ad opera di un suo collaboratore, l'uomo non potendo più uscire dalla scuola si mette a fare le analisi nel laboratorio della scuola. Successivamente Emery e Julia si introducono nel laboratorio per rubare il campione. Purtroppo l'uomo ha già scoperto che serve sangue atriano e l'occasione propizia arriva quando Teri si introduce nel laboratorio per completare la sua missione: rubare quanti più componenti possibili per il Suvek. Nonostante odino la ragazza Julia e Emery la salvano, distruggendo il laboratorio e tutti i campioni. Drake vedendo il comportamento di Roman capisce che il ragazzo è sotto un trip da droga e gli consiglia di nascondersi finché non passa l'effetto. Roman così si ritrova al posto giusto al momento giusto:s ente le grida di aiuto di Emery e Julia e si scontra con l'assistente di Eva picchiandolo selvaggiamente. I ragazzi scappano ed Emery va a chiamare la preside, Gloria arriva appena in tempo per sentire Eva minacciare pesantemente Julia e la fa arrestare. Roman è tornato in sé, ma deve fare i conti con un altro avvenimento della giornata:sotto l'influsso della droga ha rivelato ad Emery tutte le frustrazioni e i dubbi sulla loro storia e quanto lo stare con lei lo danneggi come futuro leader atriano, mentre lui ha serie responsabilità verso il suo popolo. Nonostante si scusi, entrambi sanno che Roman non ha mentito.

## Lacrime fosforescenti
- Titolo originale: Give Me a Torch
- Diretto da: Michael Katleman
- Scritto da: Marc Halsey e Jay Faerber

### Trama
A scuola è tempo del ballo scolastico invernale e dappertutto si vedono coppiette felici, l'atmosfera però intristisce Emery e Taylor, che sono state lasciate dai loro ragazzi, ma cercano di distrarsi partecipando ai preparativi.Julia invece è al settimo cielo: non solo ha un ragazzo ma è stata scelta per cantare sul palco. Sophia cerca di invitare Taylor al ballo ma la ragazza sta piangendo a causa di Drake e la tratta male, Sophia però si preoccupa nel vedere che Taylor piange lacrime blu. Roman e Drake, di nuovo amici, sono sempre più intenzionati a distruggere il suvek, ma non sanno come fare. Dopo che Roman scampa ad un attentato-bomba organizzato da Castor per ucciderlo, i due ragazzi non solo hanno l'idea giusta ma organizzano il piano in modo che sembri opera di Castor: così Vega innescherà una rappresaglia e le due fazioni si annienteranno a vicenda. Intanto Sophia, dopo aver parlato con Emery, trova il coraggio di andare da Taylor e di rivelarle che le lacrime blu sono il segno inequivocabile di una gravidanza atriana. I discorsi delle ragazze vengono intercettati da un fanatico Red Hawk, che però crede sia Emery ad essere incinta. Al Settore Teri è stata incaricata da Vega di pedinare Castor per rubargli la Chiave dell'Iksen, l'ultimo elemento necessario per il suvek. Viene scoperta nell'alloggio dell'uomo ma riesce a piazzare una microspia. Castor invece di arrabbiarsi, cerca di reclutarla con promesse e belle parole. Più tardi Teri ascolta Castor parlare di lei, convincendosi della sua sincerità, ma vede anche Roman e Drake rubare delle bombe dall'alloggio. Castor cade nella trappola trovandosi vicino alla Serra al momento dell'esplosione, mentre Drake e Roman corrono al ballo per crearsi un alibi. Vega se la prende duramente con Teri e non le crede che non sia stato Castor (in molti sono a conoscenza del suo arsenale segreto), ed è anche indispettita che non abbia rubato la Chiave. Così la ragazza decide di aiutare Castor mentre cerca di fuggire dalla zona dei Trags.  Al ballo Drake e Taylor fanno pace e lei racconta della gravidanza, Emery viene quasi rapita dal fanatico Red Hawk che l'ha seguita fin lì, ma Grayson e i Nuovi Red Hawks la liberano. Questo riavvicina i due, con grande disappunto di Roman che li vede ballare insieme troppo affiatati. Un'amara sorpresa attende i ragazzi: il suvek ha resistito all'esplosione

## Il furto del Suvek
- Titolo originale: This Trick May Chance to Scathe You
- Diretto da: Elizabeth Allen
- Scritto da: Brian Studler e Samantha Stratton

Tutta la scuola è in fermento per la festa del Carnevale (che si svolgerà il martedì grasso) e l'annuale parata con i carri a cui parteciperanno anche i ragazzi atriani. Emery, dopo essersi riavvicinata a Greyson, partecipa alla riunione dei Nuovi Red Hawks ma viene vista da Roman che inizia a dubitare di lei. Dopo aver scoperto che il suvek è intatto, Drake convince un riluttante Roman che devono chiedere aiuto proprio a Grayson, dato che i loro obiettivi coincidono. I tre ragazzi aiutati da Emery, Lukas e Sophia decidono di rubare il suvek e contrabbandarlo fuori dal settore. Con la scusa del Programma Integrazione porteranno il carro allegorico della scuola nel Settore per completarlo insieme agli atriani, ruberanno il suvek e lo nasconderanno nel carro che passerà indisturbato i controlli. Il piano sembra funzionare, ma Saroya avvisa Drake che il congegno esploderà se viene portato fuori dal recinto del Settore, a meno che lei non manometta il controlli a distanza. Dopo tante peripezie i ragazzi riescono a portare fuori dal Settore il carro con il suvek all'interno. Saroya, stanca della vita senza libertà nel Settore (e preoccupata di cosa accadrà quando Vega scoprirà il furto) cerca nuovamente di convincere Drake a fuggire per raggiungere Eljida, ma il ragazzo rifiuta di nuovo e rivela alla madre le sue responsabilità di futuro genitore, così Saroya va via da sola. Roman, dopo essersi attardato con Emery al cancello, rientra nel Settore ma viene intercettato e aggredito da Castor che vuole ucciderlo. Roman riesce a fuggire mentre Castor viene soccorso da Teri. La ragazza in quei giorni ha solo finto di cedere alle lusinghe di Castor e lo uccide con lo stesso pugnale con cui lui ha ferito Roman. Teri gli strappa anche il ciondolo in cui è nascosta la Chiave e la porta a sua madre. Roman è gravemente ferito e cerca rifugio nel capanno di Emery, dove si sono conosciuti 10 anni prima. Intanto Grayson, che stava riportando il carro a scuola, viene aggredito da una rediviva Zoe.

## Operazione Suvek
- Titolo originale: Passion Lends Them Power
- Diretto da: Ed Omelas
- Scritto da: Meredith Averill e Adele Lim

### Trama
Emery, con una scusa, riesce a entrare nel Settore per cercare del Cypher. Chiede aiuto a Teri e insieme tornano al capanno, dove Teri guarisce Roman e i due si riappacificano. È ormai mattina e Roman e Emery rimasti soli fanno l'amore per la prima volta. Grayson è in ospedale e non sa chi lo abbia aggredito, mentre gli altri sono tranquilli mentre proseguono con i preparativi del carnevale. Taylor e Drake parlano del bambino e Drake dà alla ragazza un'erba per attenuare i malesseri della gravidanza, i due però litigano quando Gloria avvisa Taylor (responsabile del carnevale) che nessuno ha riportato il carro a scuola. I ragazzi vanno tutti a cercarlo, mentre Taylor si becca una ramanzina dalla preside. La donna però scopre che Taylor è incinta di un atriano e vedendola preoccupata la porta con sé per mostrarle il passo successivo del "Programma Integrazione": un nuovo quartiere residenziale per atriani e coppie umano-alieno, senza restrizioni di libertà ma sicuro. Una volta ultimato, il Settore sarà smantellato. Taylor diventa così più fiduciosa sul futuro e va alla parata. Gli altri però sono ancora impegnati a cercare il carro, che ricompare proprio a scuola, i ragazzi sono costretti a raccontare alle guardie della scuola del Suvek sparito, peccato che le guardie siano Trags e facciano solo finta di indagare. Tutti vanno alla sfilata, sicuri che il Suvek sia nascosto in un edificio sul tragitto, mentre Teri e Vega hanno l'ennesima discussione quando Vega ordina ai suoi di uccidere i colpevoli del furto e sa benissimo chi siano. Alla sfilata Roman viene distratto da un atriano che si rivela essere Jasytur: l'uomo gli parla di Nox, del suo fratellastro mezzo umano e di Saroya che è arrivata da loro, lo sprona a continuare i progetti di Nox. Zoe finge di essere appena tornata in città e aggancia Taylor, sussurra una minaccia a Drake e porta la ragazza con sé: la ucciderà se le impediranno di attivare il suvek. I ragazzi seguono le radiazioni del congegno fino ad un magazzino ma non lo trovano, capiscono che l'ordigno è sicuramente sul tetto. Lì Zoe inserisce la Chiave e aziona il timer del congegno, poi rivela a Taylor la sua vera identità e che la ucciderà in ogni caso. Taylor riesce a scappare con l'ascensore e riabbraccia Drake, che le dice di fuggire. Emery, Roman, Drake e Grayson salgono per affrontare i Trags, Julia e Eric rimangono giù a sorvegliare, mentre Lukas e Sophia cercano di evacuare la strada. Intanto al Settore Gloria e i militari arrestano i Trags e Vega scopre che è stata Teri a tradirla. Roman riesce a togliere la Chiave dal congegno, ma il Suvek si attiva comunque: un'onda elettromagnetica fa cadere svenuti gli umani nel raggio di centinaia di metri. Il congegno però non è una bomba, bensì l'equivalente di un razzo di segnalazione che proietta la posizione alle astronavi di soccorso di Atria, guidate dal padre di Teri, ma in assetto di guerra: gli Atriani stanno per colonizzare il pianeta.